# Philodromus digitatus
Philodromus digitatus là một loài nhện trong họ Philodromidae.
Loài này thuộc chi Philodromus. Philodromus digitatus được miêu tả năm 2005 bởi Yang, Zhu & Da-xiang Song.